# Historia de la sismología en El Salvador

## Historia de la sismología enEl Salvador
Hoy en día es muy rápido y fácil conocer la localización y otros parámetros de los sismos sentidos que ocurren en El Salvador y el mundo, utilizando sistemas automáticos de última generación;  pero para poder llegar a desarrollar ese sistema de monitoreo sísmico efectivo, fue necesaria la intervención de muchos salvadoreños y extranjeros que pusieron su granito de arena y nunca se les ha reconocido a algunos su aporte.
Las investigaciones sismológicas en El Salvador han tenido que recorrer un duro y largo camino afectado por decisiones políticas, militares, catástrofes, guerras y un largo etcétera;
Aunque el desarrollo de la Sismología en el mundo durante los últimos 100 años ha sido muy amplia, es importante destacar el aporte nacional de muchos salvadoreños que han dejado su huella en la historia en El Salvador.
.

## Los primeros estudios sismológicos
Desde la fundación de La Villa de San Salvador en 1524 era muy común encontrar relatos e historias sobre diferentes terremotos y erupciones volcánicas que sucedieron una tras otra vez y narrada por diferentes personas que lo experimentaron a lo largo del tiempo.
siempre estas historias estaban relacionadas con hechos divinos o mitos y leyendas que explicaban el fenómeno.
Sin embargo las primeras observaciones sismológicas ya como parte de la ciencia comenzaron a finales del siglo XIX en una pequeña oficina de extensión Geofísica en el Instituto Nacional dirigido por el Dr. Darío Gonzales en la capital San Salvador.
Por orden del Ministro de Instrucción Pública Dr. Hermógenes Alvarado se fundó el "Observatorio Astrológico y Meteorológico" por medio de un decreto Oficial con fecha 25 de octubre de 1890.
El Observatorio fue creado como una institución dedicada exclusivamente a las investigaciones geofísicas y astronómicas en territorio salvadoreño y por primera vez se hicieron todas las gestiones para la compra desde Europa los primeros aparatos para el Observatorio.
Fue el Dr. Santiago I. Barberena quien firmó el acuerdo de fundación del Observatorio separándolo completamente del Instituto Nacional.
El primer director del Observatorio fue el Oficial de la Marina Peruana Sr. Carlos A. Meyer.
El 29 de diciembre de 1890 sucedió al Sr. Meyer el Dr. Alberto Sánchez quién gestionó nuevamente un pedido de instrumentos geofísicos entre ellos unos sismógrafos de tipo Ewing.
Seis años después en 1896 se recibieron los sismógrafos y fueron instalados en diferentes lugares del país para hacer estudios pero no se obtuvo ningún resultado positivo por la inexperiencia de las personas encargadas, varios años después solo se recogieron algunas partes dañadas de los aparatos.
En 1905 tomó la dirección del Observatorio el Dr. Santiago I. Barberena hasta el año de 1917.
El 6 de septiembre de 1915, el territorio es sacudido por un sismo que destruye la población de Juayúa en Sonsonate y causó daños considerables en muchas otras poblaciones. Los sismógrafos del Observatorio no se encontraban en uso por lo que dificultó obtener información más precisa del temblor.

## Creación del primer observatorio sismológico salvadoreño
Entre junio y noviembre del año 1917 el Volcán de San Salvador entró en un periodo eruptivo muy intenso con un terremoto inicial que afectó a las poblaciones cercanas como San Salvador, Quezaltepeque, Nejapa, Apopa y Armenia en Sonsonate entre otras.
Luego de los acontecimientos sísmicos del año 1915 y la erupción del Volcán de San salvador en 1917 se dio el primer paso en favor de las investigaciones sismológicas propiamente en sí al crearse el OBSERVATORIO SISMOLÓGICO NACIONAL" por decreto ejecutivo del 25 de febrero de 1918 como una institución independiente de otras instituciones, siendo el primer director el Doctor Jorge Lardé y Arthés. quien gestionó la compra de un nuevo instrumental sismológico.
En el año de 1928 por decisión política y con el fallecimiento del Dr. Jorge Lardé y Arthés, el OBSERVATORIO SISMOLOGICO NACIONAL se unió al OBSERVATORIO METEOROLOGICO desde el 1 de septiembre de ese año, Dicha fusión de instituciones se le denominó "OBSERVATORIO NACIONAL".
En 1930 llegaron al país los nuevos instrumentos solicitados por el Dr. Lardé: entre estos equipos se encontraba un sismógrafo horizontal de dos componentes y un sismográfo vertical, ambos del tipo Wiechert, creados por el Dr. Emil Wiechert y gestionados por el Dr. Lardé y fabricados en los prestigiosos talleres Spindler & Hoyer de Göttingen Alemania. Estos aparatos fueron los primeros registrantes de la actividad, sísmica en El Salvador, pero lastimosamente el sismógrafo vertical solamente estuvo en servicio un año y se dañó.
En los siguientes años el Observatorio anduvo de ministerio en ministerio: en 1940 era una dependencia del Ministerio de Hacienda y Crédito Público, en 1945 pasó al Ministerio de Economía y en 1946 fue adscrito al Ministerio de Cultura Popular.
En 1948 el Profesor Carlos Cardona Lazo como director del Observatorio Nacional gestionó la compra de dos sismógrafos del tipo Katsushima de fabricación japonesa y llegaron al país el 14 de febrero de 1951, estos aparatos consistían de un sismógrafo de dos componentes horizontales (este-oeste y norte-sur) y otro de tres componentes (este-oeste, norte-sur y componente vertical)
En 1953 estos aparatos ya estaban fuera de uso y totalmente arruinados.

## Nace el Servicio Meteorológico Nacional
El 1 de enero de 1953 deja de existir el "OBSERVATORIO NACIONAL" y se decreta la creación del "SERVICIO METEOROLÓGICO NACIONAL" como una dependencia del Ministerio de Defensa Nacional. Este servicio estuvo bajo la dirección del Dr. Willi Rudloff.
Con este nuevo hecho se le dio importancia a las investigaciones sismológicas en El Salvador pues anteriormente solo se habían observado los fenómenos como por ejemplo el fuerte terremoto del 6 de mayo de ese año que destruyó las poblaciones de Jucuapa y Chinameca, pero desde ese año se empezó a editar el "BOLETÍN SISMÓLOGICO DE EL SALVADOR" cuyo primer volumen comprendió el estudio de la sismicidad en el período del 15 de octubre de 1953 hasta el 31 de diciembre de 1954.
Otro hecho importante que sucedió fue la llegada a El Salvador del sismólogo alemán Dr. Rudolf Schulz quién inmediatamente asumió la jefatura de la "Estación Sismológica San Salvador".

## Nace el Servicio Geológico Nacional
Un nuevo cambio de dirección se dio en 1955 cuando el 1 de enero se crea el "SERVICIO GEOLÓGICO NACIONAL" como una dependencia del Ministerio de Obras Públicas con la novedad de separar el Servicio Meteorológico Nacional del Observatorio Sismológico. Su primer director del Servicio Geológico Nacional fue el geólogo alemán Dr. Helmut Meyer-Abich y la sección de Sismología estuvo a cargo del Dr. Schulz.
También es importante mencionar que se continuó editando el "Boletín Sismológico de El Salvador" y se fundó la revista científica "ANALES DEL SERVICIO GEOLÓGICO NACIONAL" y además se publicaron numerosos estudios sobre volcanes, erupciones, terremotos sucedidos en El Salvador anteriormente en prestigiosas revistas científicas internacionales. El Dr. Rudolf Schulz y técnicos salvadoreños rehabilitan los sismógrafos del tipo Wiechert, los de tipo Katsushima y construyen cuatro sismógrafos horizontales con el objetivo de instalar dos nuevas estaciones en el interior del país.
Además se solucionó un problema común en la mayoría de observatorios del mundo con respecto al tiempo: hasta la fecha no se contaba con un reloj exacto y de precisión para sincronizar con otros observatorios del mundo. El Dr. Shulz gestionó la adquisición de un moderno radioreceptor para recibir la señal transmitida por la radiodifusora WWV de Beltville, Md. EE. UU. esa señal era utilizada para sincronizar todos los relojes de los observatorios internacionales.
En 1956 se contaba con una estación simológica moderna pues se remodeló el edificio del antiguo observatorio, incluyéndole un sótano para alojar los instrumentos y aislarlos de perturbaciones y ruidos que interfieran los registros sísmicos; en ese año también se reconstruyeron y modernizaron los instrumentos con la novedad de agregarles piezas totalmente construidas en el país y otras que por su diseño fueron solicitadas a la fábrica Feintechnikschule Schwenningen de Alemania. 
Con este cambio la "ESTACIÓN SISMOLÓGICA SAN SALVADOR" (reconocida por el código SSS) fue aceptada internacionalmente por su avanzada tecnología y capacidad para registrar sismos fuertes en todo Centroamérica.
A finales de 1956 y principios de 1957 se concluyó la construcción de la segunda estación sismológica del País y se eligió a la ciudad de Santiago de María en el departamento de Usulután por encontrarse cercana al epicentro del terremoto de 1951.
Es de destacar que los sismógrafos instalados fueron construidos totalmente en el taller sismológico y eran de dos componentes horizontales con una masa de péndulo de 100 kg con un período de 4 s .
En esa misma época en el Colegio Salesiano de Ayagualo se instaló un sismógrafo de una componente horizontal ( en ese mismo sitio existió, una pequeña estación hasta 1940); tanto la construcción de las piezas grandes del sismógrafo como su mantenimiento y cuidado ordinario era hecho por los padres salesianos.
El día 17 de septiembre de 1959, a las 15.24 se produjo el más fuerte sismo en los últimos cuatro años en esa época y fue el primer sismo mejor registrado y documentado en la historia de la sismología en El Salvador. Pues se obtuvieron registros con los instrumentos de las dos estaciones: San Salvador (SSS) y Santiago de María (SDM), además se contó con la colaboración de las oficinas del Telégrafo quienes enviaron alrededor de 70 reportes de observaciones del fenómeno; con esta información se dibujó por primera vez un "mapa de isosistas" en donde se mostraba los diferentes grados de sensibilidad del sismo en el territorio nacional.
En el mes de marzo de 1961 se terminó la construcción e instalación de una nueva estación sismológica en el occidente del país. La estación se instaló primeramente en el interior del cuartel de Infantería de Ahuachapán, para su instalación se contó con la colaboración de la Comisión Ejecutiva Hidroeléctrica del Río Lempa (CEL)
El objetivo de instalarla en este lugar fue para realizar estudios sismológicos en la zona occidental con el propósito de monitorear la actividad volcánica de la zona.
En el mismo año el Servicio Geológico de El Salvador fue elegido para formar parte en la Red Mundial de Estaciones Estandarizadas (WWNSS por sus siglas en inglés) operado por el Servicio Geológico de los Estados Unidos (USCGS). Se instaló una estación en la ciudad de La Palma en el departamento de Chalatenango con el código "LPS" y el Nº 95 de la red.
En el mes de mayo de ese año llegaron los instrumentos y se iniciaron los trabajos de instalación bajo la dirección de los técnicos del USCGS H. M. Butller y R. D. Lemon.
Los equipos instalados fueron: tres sismógrafos de periodo corto y tres de largo periodo.
El 11 de julio de 1963 el USCGS envió una estación sismológica móvil para investigaciones especiales que operó junto a la red de estaciones, entre los equipos que tenía estaban: un sismógrafo Benioff de tres componentes y seis componentes verticales distribuidos a lo largo de 5 km instalados en la región de Nueva Concepción en el departamento de Chalatenango.
En octubre de 1963 la República Federal de Alemania donó un sismógrafo de tres componentes de periodo corto del tipo STUTTGART y se instaló en la estación San Salvador.

## Creación del Centro de Estudios e Investigaciones Geotécnicas CIG
Por acuerdo ejecutivo del 1 de enero de 1964 se crea el "CENTRO DE ESTUDIOS E INVESTIGACIONES GEOTÉCNICAS" con la fusión del "Servicio Geológico Nacional" y el "Laboratorio Y Sección Experimental" ambas dependencias del Ministerio de Obras Públicas, siendo el primer Director el Ing. Edgar Parker Escolán y manteniendo al Dr. Rudolf Schulz como jefe de la sección de sismología.
En ese año el Centro de Investigaciones Geotécnicas se traslada al Plantel conocido como "El Coro" junto a las otras dependencias DUA y CAMINOS; sin embargo el Observatorio Sismológico y la Estación de San Salvador permanecen en sus instalaciones en la Colonia Costa Rica.
El 3 de mayo de 1965 nuevamente San Salvador es sacudido por un violento terremoto que destruyó gran parte de la ciudad y causó gran cantidad de muertos y heridos; con respecto a los instrumentos sismológicos se tuvo que lamentar la destrucción de los instalados en la estación San Salvador (por la cercanía al epicentro) y por ser sus piezas mecánicas y de gran tamaño; razón por la que en el sismograma solo aparece el inicio del terremoto. 
A partir de 1965 se marcaría un nuevo rumbo en la historia de las investigaciones sismológicas en El Salvador pues se puso de manifiesto la fragilidad de los instrumentos ante movimientos fuertes y la tardanza para reunir información sísmica en las oficinas centrales proveniente de las estaciones del interior del país por diferentes motivos como por ejemplo accesos obstruidos por deslizamientos de tierra, falta de suministros en las estaciones, etc. Fue sobre la base de lo anterior por lo que se pensó en modernizar la red y ampliar la cantidad de estaciones.
A esto se le agregó un año más tarde la erupción del Volcán de Izalco y la urgente necesidad de instalar equipo portátil para monitorear los numerosos sismos sentidos por la población cercana al volcán. 
Desde 1967 hasta 1971 se trabajó en la elaboración de un Mapa Geológico de la República de El Salvador; esto gracias a la colaboración de la Misión Geológica Alemana que estuvo en el país y al personal del CIG.
A finales de 1975 se hizo el primer estudio para instalar una Red telesísmica automática que cubriera todo el territorio salvadoreño y que enviara la información hasta las oficinas centrales. 
En el año de 1977 el Departamento de Investigaciones Sismológicas del Centro de Investigaciones Geotécnicas contaba con el siguiente equipo: cuatro estaciones sismográficas ubicadas en San Salvador, Santiago de María, Ahuachapán y La Palma (llamadas "de registro en el lugar"), 25 sismoscopios marca "WILMOTT" instalados en todo el territorio nacional, cuatro acelerógrafos marca "Kinemetrics" modelo SMA-1 para el registro de movimientos fuertes ( instalados en la ciudad de San Salvador) y una moderna estación automática propiedad del Servicio Geológico de los Estados Unidos para el monitoreo vía satélite del Volcán de Izalco. 
En 1979, siendo director del CIG el Ing. Mauricio Aquino Herrera, se inicia la gestión de modernizar la red sismológica con fondos provenientes del presupuesto asignado al CIG.
Es así como se hace la compra de 17 estaciones telemétricas para registrar la sismicidad regional y para sismicidad volcánica local que envíen la información a través de modernos transmisores de radio. Estas señales serían recibidas en una Central de Registro ubicadas en el Centro de Investigaciones Geotécnicas y se almacenarían en papel termosensible (sensible al calor) y en película fotográfica. (ver cuadro de proyecto original de instalación de la red). 
El equipo comprado fue recibido en las oficinas del CIG a mediados del año 1980, pero no se pudieron instalar inmediatamente por falta de seguridad en los sitios elegidos pues se volvieron de alto riesgo por la guerra civil que iniciaba en esa época.
Es hasta octubre de 1983 cuando se realizan pruebas nuevamente desde sitios diferentes y se pudieron instalar únicamente seis estaciones de una componente.
A finales de 1984 se aumentó el número de estaciones instaladas hasta completar un número de doce.
En el año de 1985 el número de estaciones se redujo por daños y robo del equipo sufrido continuamente, pues el Centro de Investigaciones Geotécnicas no contaba con el presupuesto necesario para comprar repuestos y equipo nuevo, lo que se hizo fue sustituir los equipos dañados o robados por aquellos que aún no se habían instalado, en algunos sitios el daño fue en numerosas ocasiones que se tomó la decisión de cerrar definitivamente esas estaciones.
El costo que dejó la guerra civil para las estaciones sismológicas en El Salvador fue grande pues en muchas ocasiones los equipos eran confundidos con material de radiocomunicación perteneciente al enemigo y era muy común recuperar sismómetros, antenas, paneles solares, etc en las sedes militares del ejército o totalmente destruidos y abandonados en el caso de la guerrilla.
El 10 de octubre de 1986 San Salvador es sacudido otra vez por un terremoto con epicentro local que produjo enormes pérdidas humanas y materiales; esta vez los equipos sismológicos sufrieron daños parcialmente pues el registro en papel termosensible se pudo obtener, aunque de difícil interpretación por la magnitud del evento, el equipo mecánico de la estación San Salvador solo sufrió pequeños daños, el único equipo que quedó totalmente dañado fue el registrador de película fotográfica pues los químicos para el revelado se mezclaron entre ellos y la película se echó a perder de toda la información recibida de las estaciones automáticas.
Los acelerógrafos y sismoscopios instalados en su mayoría registraron el terremoto y brindaron importante información para medir el nivel de aceleración del suelo en diferentes puntos.
Otra necesidad surgió después del terremoto: y es que la capacidad de todos los equipos instalados era la de registrar la sismicidad regional o cercana a los lugares de instalación de los instrumentos y se volvió difícil el monitoreo de otras zonas de fallas donde no había equipo cercano.
En 1990, siendo director del CIG el Ing. Jorge Rodríguez Deras, se hace un nuevo estudio para la compra de nuevo equipo para ampliar y aumentar la red con un proyecto denominado "MEJORAR LAS ESTACIONES PARA EL CONTROL DE TERREMOTOS DEL CENTRO DE INVESTIGACIONES GEOTÉCNICAS" por medio del convenio de préstamo BIRF No. 2873/ES; determinándose como objetivo principal el monitoreo sísmico de las áreas del volcán de San Salvador y de la caldera del lago de Ilopango.
A finales de 1991 se compran once estaciones telemétricas completas, con la novedad de que su registro se obtiene de dos formas: en papel termosensible y en formato digital a través de un sistema computarizado.
Por primera vez los registros obtenidos por la red se dividieron para el análisis por zonas donde se concentran la mayor cantidad de enjambres o sismos locales y se comenzó a llevar un estudio más detallado. 
Junto a la red también se instaló una estación acelerográfica con registro de forma digital continuo en la central sísmica con el propósito de registrar aquellos temblores fuertes que sobrepasen la capacidad de los instrumentos de la red automática.
Con la instalación de estos equipos se volvió a tomar el liderazgo a nivel internacional en la utilización de tecnología moderna para la vigilancia sismológica de nuestro país como en los años 60´s.
Se logró mantener un monitoreo continuo de las zonas con mayor actividad sísmica y a la vez se obtuvieron mejores resultados en los monitoreos de los volcanes pues se contaba con mucha mayor información de registros diarios.
Durante 1993 se consideró a El Salvador como el país con la mayor cantidad de estaciones sismológicas en funcionamiento continuo a nivel centroamericano con un total de veinte estaciones telemétricas automáticas con registro totalmente digital, seis señales acelerométricas digitales continuas, cuatro estaciones "de registro en el lugar" (una de ellas considerada como la No. 95 de la Red Mundial de Estaciones Sismológicas Estandarizadas), cincuenta estaciones acelerográficas de registro en película fotográfica del tipo SMA-1 instaladas en las principales ciudades del país.
Esta situación no duró mucho ya que en 1994 el vandalismo y el robo de equipo obligó a cerrar definitivamente varias estaciones; cabe mencionar que el conflicto armado ya había finalizado, pero producto de eso se incrementaron los hechos delictivos en el país alcanzando a la red sismológica instalada principalmente en volcanes, cerros y montañas.
En algunas estaciones se pudo recuperar algunos equipos y partes dañadas de otros sin embargo fue necesario desinstalar todo y trasladarlo hacia la bodega del CIG ya que los lugares fueron considerados sin seguridad para reemplazar los equipos y así la red se fue reduciendo poco a poco.
En el año de 1997 se decide cerrar la Estación "La Palma" (LPS) debido a que el Servicio Geológico de los Estados Unidos (USGS) dejó de enviar suministros para su funcionamiento, y se cerró también la estación "Ahuachapán" (AHS) por la razón de que la estación automática "Cusmapa" ubicada en Tacuba, Ahuachapán se utilizó para el registro de la sismicidad de esa zona.
Pero no todo fue malo para las investigaciones sismológicas pues a finales de 1996 la Universidad Centroamericana José Simeón Cañas (UCA) instaló una red digital de acelerógrafos con el nombre de "TALULIN" (que en idioma Nahuatl significa "terremoto") ubicados en las zonas central y paracentral del territorio.
Además se hicieron gestiones para incorporar las nuevas estaciones sísmicas recientemente instaladas en el Campo Geotérmico de Berlín en el Departamento de Usulután, que eran propiedad de la Comisión Ejecutiva Hidroeléctrica del Río Lempa (CEL) por medio de un convenio de cooperación entre las dos instituciones. ver ubicación de las estaciones en el mapa
En 1997 gracias a la cooperación de la Agencia Noruega para el Desarrollo (NORAD) y El Centro Para la Prevención de Desastres en América Central (CEPREDENAC), el equipo sismológico se vio nuevamente mejorado con la implementación de computadoras con nuevos sistemas basados en software y hardware desarrollado en el Instituto de Física de la Tierra Sólida de la Universidad de Bergen en Noruega ("The Seislog Acquisition System" y "SEISAN: The Earthquake Análisis Software").
Estos sistemas estaban conectados entre sí a través de una red interna de computadores para agilizar el tiempo en brindar la información en un sismo sentido por la población.
En 1998 el CEPREDENAC creó la agencia sismológica "Central American Seismic Center" (CASC) con la unión de los centros sismológicos de Guatemala, El Salvador, Nicaragua, Costa Rica y Panamá, en este proyecto se incluía la instalación de una estación de banda ancha en cada país que enviara los datos en tiempo real vía internet o línea telefónica hacia la sede central del CASC en la Universidad de Costa Rica.
En nuestro país se utilizaron los sismómetros de periodo largo de la antigua estación La Palma conectados a una computadora con el sistema de adquisición SEISLOG y un módem conectado a una línea telefónica con conexión directa al CASC en Costa Rica.
El año 2000 fue un año de consecuencias nefastas para el equipo sismológico pues desde el 1 de enero el sistema de adquisición de datos comprado en 1991 presentó la famosa falla "Y2K" quedando únicamente el sistema SEISLOG para adquirir toda la información proveniente de las estaciones automáticas.
En el mes de julio una descarga eléctrica cayó sobre el edificio y la torre de recepción de las señales de las estaciones dañando aproximadamente el 60% del equipo instalado en la estación central de registro entre esos equipos podemos mencionar: computadoras, digitalizadores, antenas, radiotransmisores, radioreceptores, sistemas de corrección de tiempo como GPS y NBS, etc.
Para poder dar respuesta inmediata a estos problemas se comenzó a redistribuir la red de estaciones que no habían sufrido daño alguno y para adquirir los datos se ensambló una computadora con partes que no se dañaron logrando así levantar la red sismológica.
Para el mes de enero de 2001 un panorama incierto se dibujaba pues diez de los doce empleados del Departamento de Investigaciones Sismológicas se habían acogido al decreto Ejecutivo de retiro voluntario para los empleados del Ministerio de Obras Públicas que pretendía reducir el personal de esa cartera de estado.
Para el terremoto del 13 de enero de 2001 la red sismológica de El Salvador solo contaba con seis estaciones automáticas para el registro de sismicidad local y un acelerómetro digital para registrar movimientos fuertes, esta fue la razón principal por la que los datos brindados por el Centro de Investigaciones Geotécnicas variaron mucho con respecto a los datos reportados por otras agencias internacionales. Ver sismogramas de la red registradas el 13 de enero
Sin embargo, a pesar del reducido equipo con el que se contaba, se logró registrar casi el cien por ciento de las réplicas que siguieron al sismo principal.
Ya para el 13 de febrero se contaban con nueve estaciones automáticas gracias al apoyo que se recibió de inmediato del Servicio Geológico de Estados Unidos (USGS), del CEPREDENAC, del INETER de Nicaragua, y así poco a poco se fueron restableciendo las estaciones de monitoreo automático que habían quedado sin funcionamiento por la descarga eléctrica de julio de 2000. ver sismogramas de la red de registro el 13 de febrero

## Nace el Servicio Nacional de Estudios Territoriales SNET
En octubre de 2001 por decreto legislativo se crea el SERVICIO NACIONAL DE ESTUDIOS TERRITORIALES (SNET) como una institución científica adscrita al Ministerio de Medio Ambiente y Recursos Naturales MARN absorbiendo al Departamento de Investigaciones Sismológicas y el Departamento de Investigaciones Geológicas del Centro de Investigaciones Geotécnicas del Ministerio de Obras Públicas y al Servicio Meteorológico Nacional de la Dirección Nacional de Recursos Naturales Renovables DGRNR del Ministerio de Agricultura y Ganadería MAG.
Las otras dependencias del CIG como el Departamento de Mecánica de Suelos y Pavimentos, así como el Departamento de Materiales de Construcción pasan a formar una nueva dependencia con el nombre de "Unidad de Desarrollo e Investigación Vial" del MOP.
El SNET vuelve a fusionar nuevamente el Servicio Meteorológico con el Servicio Geológico después de 46 años y se convierte en una institución técnico-científica en el campo de las investigaciones Geológicas, Hidrológicas, Meteorológicas y la Gestión del Riesgo en la República de El Salvador.
A principios de 2002 ya se contaban con 17 estaciones telemétricas automáticas entre ellas tres estaciones de tres componentes instaladas en las principales zonas sísmicas y volcánicas.
La estación central de registro instalada en el antiguo edificio del CIG fue trasladada hacia las instalaciones actuales del SNET en la colonia Las Mercedes y se sustituyeron algunos equipos que habían estado en funcionamiento ininterrumpidamente desde 1991 por un moderno sistema de adquisición de datos desarrollado por el USGS llamado "EARTHWORM" que entre otras cosas es capaz de crear sismogramas totalmente digitales en una página web, así como el monitoreo del nivel de señales en los volcanes para detectar el incremento de sismicidad.
En el 2003 se modernizó el instrumental acelerográfico, gracias a la donación de 13 modernos acelerógrafos digitales marca Kinemetrics modelo ETNA por las Agencias de Cooperación de España y Japón.
Estos acelerógrafos están equipados con un sistema de reloj GPS y un módem de comunicación vía teléfono para el análisis de los datos en tiempo real.
Además se cuenta con 10 acelerógrafos modelo SMA-1 transformados a formato digital (anteriormente eran de formato analógico y de registro en película fotográfica.
En el año 2004 El Área de Sismología cuenta con el siguiente instrumental:
1. 20 estaciones de período corto automáticas para el monitoreo de volcanes y zonas específicas,
2. 23 estaciones acelerográficas para el registro de la aceleración del suelo ante movimientos fuertes, 10 estaciones instaladas en el área metropolitana de San Salvador y 13 estaciones en el interior del país en aeropuertos, ciudades importantes y puertos marítimos.
3. Una estación de Banda Ancha para el registro de la sismicidad mundial instalada en la central de registro y con el proyecto de instalar otra en la zona norte del país.

## Creación del Observatorio Ambiental
En el año 2007, por decisión Ministerial, el Servicio Nacional de Estudios Territoriales SNET fue incorporado al Ministerio de Medio Ambiente y Recursos Naturales MARN, como una de sus Direcciones Generales, a efecto de tener un mejor control administrativo, a partir de ese momento se le denominó “DIRECCIÓN GENERAL DEL OBSERVATORIO AMBIENTAL” (DGOA). siendo la primera Directora la Ingeniera Deysi López.